# Cosío
Cosío är en kommunhuvudort i Mexiko.   Den ligger i kommunen Cosío och delstaten Aguascalientes, i den centrala delen av landet, 500 km nordväst om huvudstaden Mexico City. Cosío ligger 2 074 meter över havet och antalet invånare är 4 591.
Terrängen runt Cosío är platt åt nordost, men åt sydväst är den kuperad. Terrängen runt Cosío sluttar österut. Runt Cosío är det ganska tätbefolkat, med 62 invånare per kvadratkilometer. Närmaste större samhälle är Rincón de Romos, 15,5 km söder om Cosío. Omgivningarna runt Cosío är i huvudsak ett öppet busklandskap.